# Józef Sylwestrzak
Józef Sylwestrzak (ur. 8 listopada 1934, zm. 25 grudnia 2024 w Gdańsku) – polski geograf i geomorfolog.

## Życiorys
Ukończył studia wyższe na ówczesnej Wyższej Szkole Pedagogicznej w Gdańsku w r. 1959. W tym samym roku rozpoczął pracę w Zakładzie Geomorfologii tejże uczelni jako asystent Bolesława Augustowskiego. Stopień doktora geografii uzyskał na Uniwersytecie Mikołaja Kopernika w r. 1968. Cała jego kariera zawodowa była związana z WSP, a potem powstałym z jej przekształcenia Uniwersytetem Gdańskim. Przeszedł na emeryturę w r. 1999. Członek Gdańskiego Towarzystwa Naukowego.

## Znaczenie w historii nauki

### Osiągnięcia
Przedmiotem badań Józefa Sylwestrzaka była geologia i geomorfologia Pomorza. Opracował podział Pojezierza Bytowskiego i Wysoczyzny Polanowskiej na mikroregiony. Przedstawił zmodyfikowaną definicję i szczegółową rekonstrukcję Pradoliny Pomorskiej. Opracował samodzielnie lub we współautorstwie kilka map geologicznych i geomorfologicznych.

### Wybrane publikacje
- Pojezierze Bytowskie. Monografia geograficzno-ekonomiczna (1973; redaktor całości i autor jednej z części)[9]
- Rozwój sieci dolinnej na Pomorzu pod koniec plejstocenu (1978)[10]